# Liste der Biografien/Martu
Liste der Biografien |
Portal Biografien |
Personensuche
# |
A |
B |
C |
D |
E |
F |
G |
H |
I |
J |
K |
L |
M |
N |
O |
P |
Q |
R |
S |
T |
U |
V |
W |
X |
Y |
Z |
?
 
Ma |
Mb |
Mc |
Md |
Me |
Mf |
Mg |
Mh |
Mi |
Mj |
Mk |
Ml |
Mm |
Mn |
Mo |
Mp |
Mq |
Mr |
Ms |
Mt |
Mu |
Mv |
Mw |
Mx |
My |
Mz
 
Maa |
Mab |
Mac |
Mad |
Mae |
Maf |
Mag |
Mah |
Mai |
Maj |
Mak |
Mal |
Mam |
Man |
Mao |
Map |
Maq |
Mar |
Mas |
Mat |
Mau |
Mav |
Maw |
Max |
May |
Maz
 
Mara |
Marb |
Marc |
Mard |
Mare |
Marf |
Marg |
Marh |
Mari |
Marj |
Mark |
Marl |
Marm |
Marn |
Maro |
Marp |
Marq |
Marr |
Mars |
Mart |
Maru |
Marv |
Marw |
Marx |
Mary |
Marz
 
Marta |
Marte |
Marth |
Marti |
Martj |
Martl |
Martm |
Martn |
Marto |
Martr |
Marts |
Martt |
Martu |
Martw |
Marty |
Martz
Die Liste der Biografien führt alle Personen auf, die in der deutschsprachigen Wikipedia einen Artikel haben. Dieses ist eine Teilliste mit 13 Einträgen von Personen, deren Namen mit den Buchstaben „Martu“ beginnt.

## Martu

### Martuc
- Martucci, Gianni (* 1946), italienischer Filmregisseur und Drehbuchautor
- Martucci, Giuseppe (1856–1909), italienischer Komponist, Pianist und Dirigent

### Martuf
- Martufello (* 1951), italienischer Schauspieler, Autor und Filmregisseur

### Martul
- Martullo-Blocher, Magdalena (* 1969), Schweizer Unternehmerin und Politikerin (SVP)Magdalena Martullo-Blocher (* 1969)

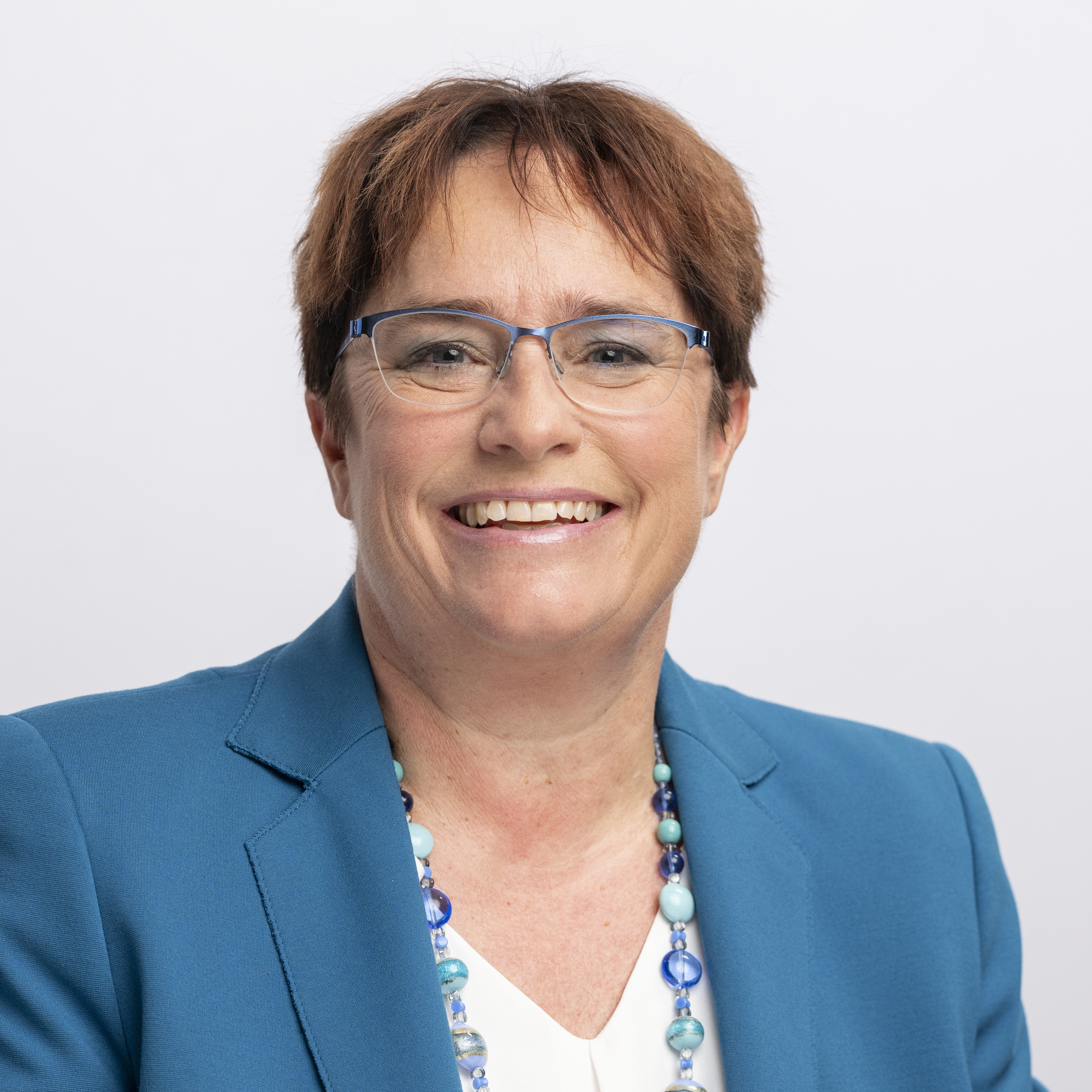
Magdalena Martullo-Blocher (* 1969)

### Martur
- Marturano, Gino (* 1931), italienischer Schauspieler
- Marturano, Greta (* 1998), italienische Radsportlerin
- Marturet, Eduardo (1907–1984), venezolanischer Diplomat

### Martus
- Martus, Steffen (* 1968), deutscher Literaturwissenschaftler
- Martusciello, Elio (* 1959), italienischer Improvisationsmusiker, Komponist und Multimediakünstler
- Martusciello, Fulvio (* 1968), italienischer Politiker (Forza Italia), MdEP
- Martusciello, Giovanni (* 1971), italienischer Fußballspieler und -trainer
- Martusevičius, Vilius (* 1969), litauischer ehemaliger Agrarpolitiker, Vizeminister der Landwirtschaft
- Martussewitsch, Maxim Wjatscheslawowitsch (* 1995), russischer Fußballspieler